# Servomotor

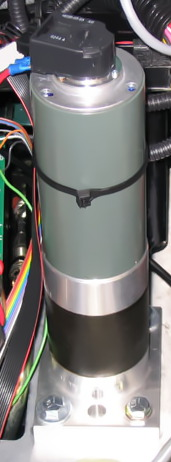
Un servomotor industrial

Servomotorul este un element component al unui sistem care funcțional implică poziții relative reglabile între anumite elemente componente ale sale.
- servomotorul este elementul component care acționează direct sau indirect asupra elementelor componente cu poziții relative reglabile
- servomotorul poate avea poziție fixă, blocat pe sistem, în imediata lui apropiere sau poate fi conținut în subsistemul unui element cu poziție reglabilă
- puterea motorului servomotorului determină viteza de modificare a poziției relative și frecvența de modificare a poziției relative
- puterea motorului servomotorului este invers proporțională cu nivelul de precizie al servomotorului
- soluția tehnică care definește servomotorul, implică soluții constructive simple, care funcțional, impun un consum redus de energie, o cinematică definită de mișcări lineare, circulare sau combinări ale acestora
- soluția tehnică care definește servomotorul are o arie largă de aplicabilitate, fiind concepută pentru o multitudine de sisteme, prin aceasta inducând soluțiile tehnice și constructive pentru sistemele în care este agreat funcțional, rezultatul global fiind soluții constructive compacte, modulate, interschimbabile, standardizate pentru servomotoare.